# Carlo Maria Curci

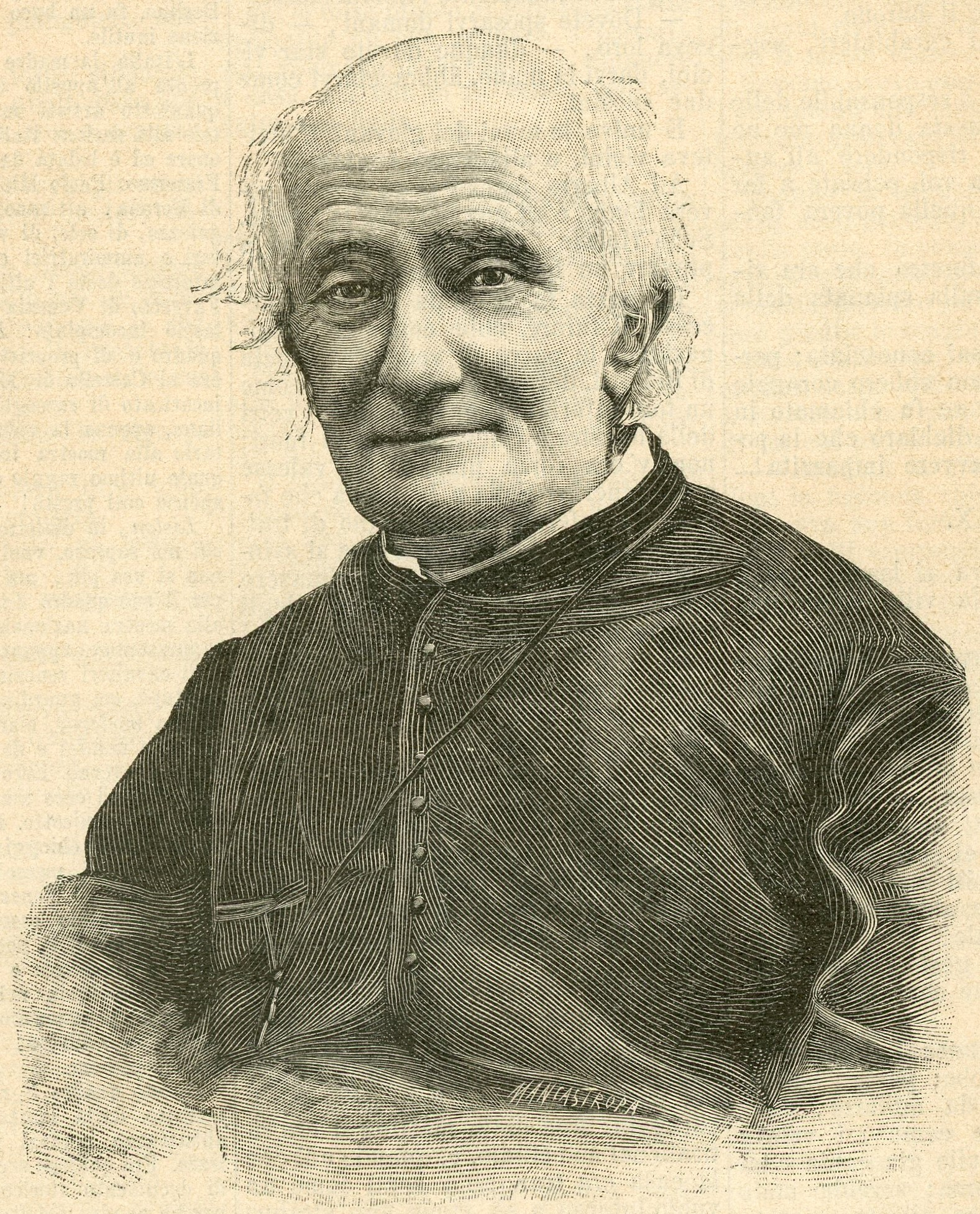
Carlo Maria Curci

Carlo Maria Curci (Napoli, 4 settembre 1809 – Firenze, 8 giugno 1891) è stato un gesuita e teologo italiano.

## Biografia
Entrò nei gesuiti nel settembre 1826, dopo aver lasciato gli studi di giurisprudenza ai quali lo aveva avviato il padre, avvocato, appena iniziati.
Dieci anni dopo fu ordinato presbitero, e ricevette l'incarico di professore di ebraico e di Sacra Scrittura nel collegio annesso al Gesù Nuovo di Napoli.
Nel 1843 pubblicò a Benevento, all'insaputa dell'autore, un'edizione del Primato morale e civile degli italiani di Vincenzo Gioberti, ma la vicinanza al filosofo piemontese terminò quando questi pubblicò nel 1845 I prolegomeni. In quest'opera Gioberti attaccava apertamente i Gesuiti. Curci replicò, innescando una vivace polemica, in cui la difesa delle proprie posizioni si accompagnava a veementi accuse nei confronti dell'avversario.
Nel 1849 era convinto sostenitore della necessità del potere temporale della Santa Sede. A difesa di esso, egli intervenne da Parigi, dove era arrivato in seguito all'espulsione della Compagnia di Gesù dal Napoletano nella primavera del 1848, con tre scritti:
- Sette libere parole di un italiano sull'Italia (Ginevra, 1849)
- La demagogia italiana e il Papa Re. Pensieri di un retrogrado (Parigi, 1849)
- La questione romana nell'Assemblea francese il 14-18-19-20 ottobre (Parigi, 1849).

Curci censurò nuovamente il progetto giobertiano di confederazione italiana nel 1849: per Curci l'unità nazionale
Le posizioni di Curci si fondavano non soltanto su considerazioni di tipo politico, ma anche su perentori richiami a obblighi religiosi. L'opposizione al liberalismo e la difesa del potere temporale del Papa (messo in discussione dai diversi progetti nazionali) facevano parte dei "doveri" attribuiti ad ogni cristiano di quel tempo in aderenza all'unica fonte della dottrina cattolica.

### Fondazione Civiltà Cattolica
Fu nel periodo parigino che Curci mise a punto il progetto di pubblicare un periodico di tono militante, ma di alto livello culturale, che desse voce alle tesi temporaliste, e che si impegnasse nella difesa dei "veri principii sociali e cattolici" contro le "minacce della rivoluzione liberale".
Nel 1850, quindi, Curci collaborò attivamente alla fondazione de La Civiltà Cattolica, il cui scopo era quello "di difendere la civiltà cattolica minacciata dai nemici della Chiesa", in particolare dai liberali e dai massoni, che andavano ispirando molte linee portanti dell'Italia risorgimentale:
La rivista ebbe un immediato successo e un'ampia diffusione in tutta la Penisola.

### Abbandono della Compagnia di Gesù
Negli anni successivi Curci si allontanò progressivamente dalle linee sostenute dal periodico, che fu pure accusato di antigiudaismo, e divenne evidente la sua incompatibilità non soltanto con il gruppo redazionale, ma con la stessa Compagnia di Gesù, per le diverse valutazioni espresse intorno all'unificazione italiana e alla presa di Roma. La pubblicazione dei cinque volumi delle sue Lezioni esegetiche e morali sopra i quattro evangeli (1874-1876), nelle quali leggeva le "austere e sante dottrine del Vangelo" in chiave anti-temporalistica, provocò la rottura definitiva e la sua uscita dall'ordine.
Curci sosteneva, infatti, la necessità che il Papa prendesse atto della nuova situazione venutasi a creare con la presa di Porta Pia e che trovasse un accordo con il Regno sabaudo che era stato causa inconsapevole della nuova provvidenziale situazione della Chiesa cattolica: l'abbattimento del potere temporale del papa. Questo evento, benché avvenuto attraverso la violazione dei diritti del Papato sui territori pontifici, poteva essere l'inizio di una riforma ecclesiastica e di una nuova fase di cristianizzazione a favore di coloro che a causa del conflitto tra Stato e Chiesa si erano allontanati dalla religione.
Con l'uscita dalla Compagnia di Gesù Curci non abbandonò il ministero sacerdotale. Ciò gli permise, invece, la pubblicazione, in tempi successivi, di numerose opere in cui si auspicava un'ampia conciliazione con il pensiero liberale e il mondo moderno.
Il Sant'Uffizio pose all'Indice i suoi volumi La nuova Italia ed i vecchi zelanti (1881), Il Vaticano regio, tarlo superstite della Chiesa cattolica (1883) e Lo scandalo del "Vaticano regio" (1884). Il Curci, ormai trasferitosi definitivamente a Firenze, fu sospeso a divinis.
Le accuse più sferzanti di Curci erano lanciate contro "il Vaticano, il quale ha non poco contribuito a far perdere alla società quella Fede, quel sentimento e quella fiducia" in Dio, attenendosi rigidamente agli articoli del Sillabo che, "nella maniera equivoca e dura, onde sono espressi, contengono la negazione e la condanna di ciò, che la civiltà moderna ha oggi di più caro, per cui ottenere ha tanto fatto e patito, e di cui più di tutto è orgogliosa".

### Ritrattazione e riammissione
Dopo un travaglio interiore, Curci si sottomise alle decisioni vaticane e, nel settembre 1884, ritrattò pubblicamente le sue precedenti affermazioni.
L'anno successivo pubblicò Di un socialismo cristiano: fu l'ultima opera dell'anziano sacerdote, che rivelava un'inedita apertura ai temi sociali non rintracciabile negli ambienti conciliatoristi, generalmente più conservatori di lui intorno a tali questioni.
Passò gli ultimi anni della sua vita a Firenze. Pochi mesi prima di morire fu riammesso alla Compagnia di Gesù.
Morì a Firenze l'8 giugno 1891.

## Il pensiero: come conciliare laicismo e fede?
L'idea di fondo che rimase costante nella produzione curciana fu la convinzione che solo attraverso il rinnovamento cristiano della civiltà si potesse giungere al rinnovamento politico degli Stati.
La cristianizzazione della società poteva avvenire attraverso la radicale riforma della vita religiosa e l'accettazione di alcuni ideali espressi dalla società moderna, primo tra tutti, la libertà.
Curci non si nascondeva, però, la difficoltà di conciliare il laicismo, diffuso in gran parte della cultura europea, con la fede cristiana. Dai suoi studi di esegesi biblica, continuati per tutta la vita, Curci traeva la speranza di un accordo tra religione e ragione, e intravedeva una Chiesa non più contrapposta alla società moderna, ma una comunità evangelica, forse ridotta a "piccolo gregge", in grado di offrire la necessaria sintesi tra il Vangelo e i valori della cultura.
Fu prima Neoguelfo, sulla scia di Gioberti, poi antirisorgimentale e difensore acceso del potere temporale del Papa, infine sostenitore del liberalismo e della necessaria conciliazione tra Chiesa cattolica e Regno di Sardegna.
Carlo Maria Curci abbracciò con uguale convinzione, in momenti diversi della sua lunga vita, idee tra loro opposte e aspramente in conflitto, testimoniando la lacerazione vissuta da molti cattolici italiani nel corso dell'Ottocento, divisi tra la fedeltà alla Chiesa di Roma e il richiamo sempre più forte dell'ideale nazionale.